# Nicolas Ballarin
Nicolas Ballarin, né le 25 juillet 1988, est un cavalier français d'endurance.

## Carrière
Aux Jeux équestres mondiaux de 2014 en Basse-Normandie, il remporte la médaille d'argent en endurance par équipes, avec Jean-Philippe Francès, Franck Laousse et Denis Le Guillou.